# Paul Wormser
Paul Albert Wormser (Colmar, 11 de julio de 1905-Sainte-Radegonde, 17 de agosto de 1944) fue un deportista francés que compitió en esgrima, especialista en la modalidad de espada. Participó en los Juegos Olímpicos de Berlín 1936, obteniendo una medalla de bronce en la prueba por equipos.

## Palmarés internacional
| Juegos Olímpicos | Juegos Olímpicos  | Juegos Olímpicos  | Juegos Olímpicos   |
| Año              | Lugar             | Medalla           | Prueba             |
| ---------------- | ----------------- | ----------------- | ------------------ |
| 1936             | Berlín (Alemania) | Medalla de bronce | Espada por equipos |